# Чорнокінецький потік
Чорнокінецький потік, Рудка — потік в Україні у Чортківському районі Тернопільської області. Ліва притока річки Нічлави (басейн Дністра).

## Опис
Довжина потоку 12 км, найкоротша відстань між витоком і гирлом — 10,37  км, коефіцієнт звивистості річки — 1,16 . Формується безіменними струмками та загатами.

## Розташування
Бере початок на північно-зхідній стороні від села Дубівки. Спочатку тече переважно на північний захід через села Чорнокінецьку Волю та Великі Чорнокінці, далі у селі Малі Чорнокінці повертає і тече переважно на південний захід і на північно-західній околиці села Давидківці впадає у річку Нічлаву, ліву притоку річки Дністра.

## Цікаві факти
- На річці існують газгольдери та газові свердловини[4].